# Съпротива (Втора световна война)
Вижте пояснителната страница за други значения на Съпротива.

Съпротивата през Втората световна война е наименование за организираното по страни движение, включително с въоръжени сили, срещу Силите на Оста (Тристранния пакт – военния блок начело с Нацистка Германия).
Подпомагана е от Съюзниците – антинацисткия военен блок, особено от основните воюващи страни в Европа: СССР (включително чрез Коминтерна) и Великобритания (управлявана тогава от правителство на Уинстън Чърчил). Помагащите държави се стремят да влияят и направляват съпротивата в общ и свой интерес.
Развива се главно в окупираните страни, но също и в държавите от Пакта. Спонтанно възникналата по места съпротива се обединява по страни, подкрепяна е от опозиционни политически партии. Извършват се атентати срещу видни дейци на окупационните и съглашателските местни власти, саботира се производството за фронта, взривяват се обекти от военната и транспортната инфраструктура. В райони със защитни релефни условия (планински, гористи, блатисти местности) се организират изнесени партизански формирования.
Движението придобива особено голям размах на територията на Полша, Югославия (най-вече в Босна и Херцеговина) и окупираните западни и южни пояси от европейската част на Съветския съюз (предимно в Беларус и Украйна). Имат значителен принос за саботирането на германските окупационни власти и за освобождаването на своите земи при настъплението на Червената армия и нейните съюзници.
Френската съпротива създава свои големи формирования в слабо контролирания от окупатори Френски Алжир, откъдето навлизат във Франция и заедно с настъпващите Съюзници на Западния фронт освобождава страната. Италианската съпротивата подобно заедно със Съюзниците настъпва, изкарва Италия (най-важния съюзник на Германия) от Пакта и я освобождава от фашизма.
Съпротивата в другите страни също допринася много за тяхното освобождаване от нацистките сили – предимно в страни с големи партизански формирования (Словакия, България, Гърция), по-малко в страни с малки единици (като бойни групи).
Силите на Съпротивата при победата във войната завземат властта по места и страни. Реорганизирани партизански формирования от някои страни (като България) учстват в по-нататъшните бойни действие срещу държавите от Пакта. Военни и политически дейци на Съпротивата участват в държавното и местното управление в своите страни непосредствено след войната.
Сред най-известните в света отделни актове на Съпротивата е атентатът срещу Райнхард Хайдрих в Прага на 27 май 1942 година.
Международен ден на Съпротивата е 10 април.

## Организиране
След първоначалния шок след Блицкрига, хората започват бавно да се организират, както на местно ниво, така и в по-широк мащаб, особено когато евреи и други групи от хора започват да бъдат депортирани и използвани като Arbeitseinsatz (принудителен труд за германците). Организирането е опасно, така че повечето съпротивителни действия се извършват индивидуално. Възможностите зависят много от терена. В Северна Италия Алпите и Апенините предлагат подслон на партизански бригади, въпреки че много групи действат директно в големите градове.
Съществуват много различни видове групи, вариращи в дейности от хуманитарна помощ до въоръжена съпротива, които понякога си сътрудничат в различна степен.

## Размери
Редица източници отбелязват, че Полската народна армия е най-голямото съпротивително движение в окупираната от нацистите Европа. Норман Дейвис пише, че „Армия Крайова ... може с право да претендира, че е най-голямата [организация] на европейската съпротива.” Грегор Далас пише, че „Армия Крайова (или АК) в края на 1943 г. наброява около 400 000 души, което я прави най-голямата съпротивителна организация в Европа." Марк Уайман пише, че "Армия Крайова е смятана за най-голямата подземна съпротивителна единица във военновременна Европа." Въпреки това, броят на съветските партизаните бил много сходен с този на полската съпротива , както и броят на югославските партизани. За Френската съпротива Франсоа Марко прави оценка от 200 000 активисти и още 300 000 със значително участие в операциите на Съпротивата. За Съпротивата в Италия Джовани ди Капуа изчислява, че до август 1944 г. броят на партизаните е достигнал около 100 000 и е ескалирал до повече от 250 000 с последното въстание през април 1945 г.

## Форми на съпротива
Съществували са различни форми на съпротива:
- Без насилие
  - Саботаж – някои от местните жители са принудени да работят за германците, но работата често се извършва бавно или умишлено лошо
  - Стачки и демонстрации
  - Въз основа на съществуващи организации, като Църквата, студенти, комунисти и лекари (професионална съпротива)
- Въоръжена
  - нападения в бюрата за разпределение, за да се вземат купони за храна или различни документи за лична идентификация; нападения в службите по вписвания на ражданията, за да се укрие информация за евреи и други хора, на които нацистите са обръщали специално внимание
  - временно освобождаване на области, като например в Югославия, Париж и Северна Италия, понякога в сътрудничество със Съюзническите сили
  - въстания като във Варшава през 1943 и 1944 г. и в лагери за унищожаване като Собибор през 1943 г. и Аушвиц през 1944 г.
  - продължаващи битки и партизанска война, като партизаните в СССР и Югославия и маките във Франция
- Шпионаж, включително изпращане на доклади с военно значение (напр. движение на войски, прогнози за времето и др.)
- Нелегална преса за противодействие на нацистката пропаганда
- Антинацистка пропаганда, включително филми, например антинацисткия цветен филм Calling Mr. Smith (1943) относно настоящите нацистки престъпления в окупираната от Германия Полша.
- Скрито слушане на предавания на BBC за новинарски бюлетини и кодирани съобщения
- Политическа съпротива за подготовка на реорганизацията след войната
- Подпомагане на хора да се укрият (напр. да избягат от Arbeitseinsatz или депортиране) - това е била една от основните дейности в Холандия, поради големия брой евреи и високото ниво на администрация, което улеснявало германците да идентифицират евреите
- Линии за бягство, за да се подпомогне съюзническия военен персонал, хванат зад линиите на Оста
- Подпомагане на военнопленници с незаконни доставки, бягства, комуникация и др.
- Подправяне на документи